# Shire (cavallo)
Lo Shire, chiamato anche Cart Horse, è un cavallo selezionato per il tiro medio-pesante, che non teme lo sforzo e la fatica. Si presta bene anche come monta semplice, ma non per discipline più complesse come il salto o il dressage. Nel corso della storia è stato denominato in vari modi: cavallo da guerra, vecchio cavallo nero inglese, cavallo dei carri della birra, grande cavallo per la sua imponente mole: benché lo standard si aggiri attorno ai 178 cm al garrese, ci sono casi registrati di esemplari che hanno raggiunto i due metri. Il suo peso si aggira attorno ai 1000–1200 kg.
Il piede di Shire ha un diametro di 15/18 cm. Per questa razza i ferri sono del numero 8/9 rispetto al normale numero 4/5 degli altri cavalli che, generalmente, hanno il piede di misura 10/12 cm. Tipiche della razza sono le lunghe ciocche di pelo che crescono dagli stinchi fino a ricoprire quasi interamente lo zoccolo. Gli stud-book della razza accettano gli stalloni Shire di colore morello oppure baio, mentre risultano meno graditi i cavalli maschi più chiari. Le femmine invece sono approvate come riproduttrici anche nelle colorazioni sauro e roano.
Si tratta di un animale resistente, dal temperamento docile e mansueto. Può facilmente iniziare a lavorare dall'età di tre anni. Data la mole imponente che caratterizza la razza, lo Shire è un cavallo da traino capace di grandi sforzi, come la trazione di macchinari agricoli o carri della birra, come vuole la tradizione.
Sono tra i cavalli da tiro più costosi: il prezzo oscilla dai 5.000 ai 30.000 euro per uno stallone, ma molto dipende dalla genealogia del soggetto.

## Storia
Lo Shire ha avuto quasi certamente come suo antenato quel cavallo che Giulio Cesare definì nella sua opera De bello Gallico Equus Magnus, un tipo di grande cavallo nero. Questi nel Medioevo furono ampiamente utilizzati come destrieri da battaglia. In questo periodo ricevettero diversi nomi come war horses (=cavalli da guerra) e great horses (=grandi cavalli). Dopo la battaglia di Hastings in Inghilterra nel 1066, furono incrociati con alcune razze come il Frisone, il Fiammingo e l'Alemanno, citati dallo scrittore e autore Thomas Blundeville (1522-1606). Il nome Shire fu dato ai cavalli da Enrico VII alla fine del XVI secolo.

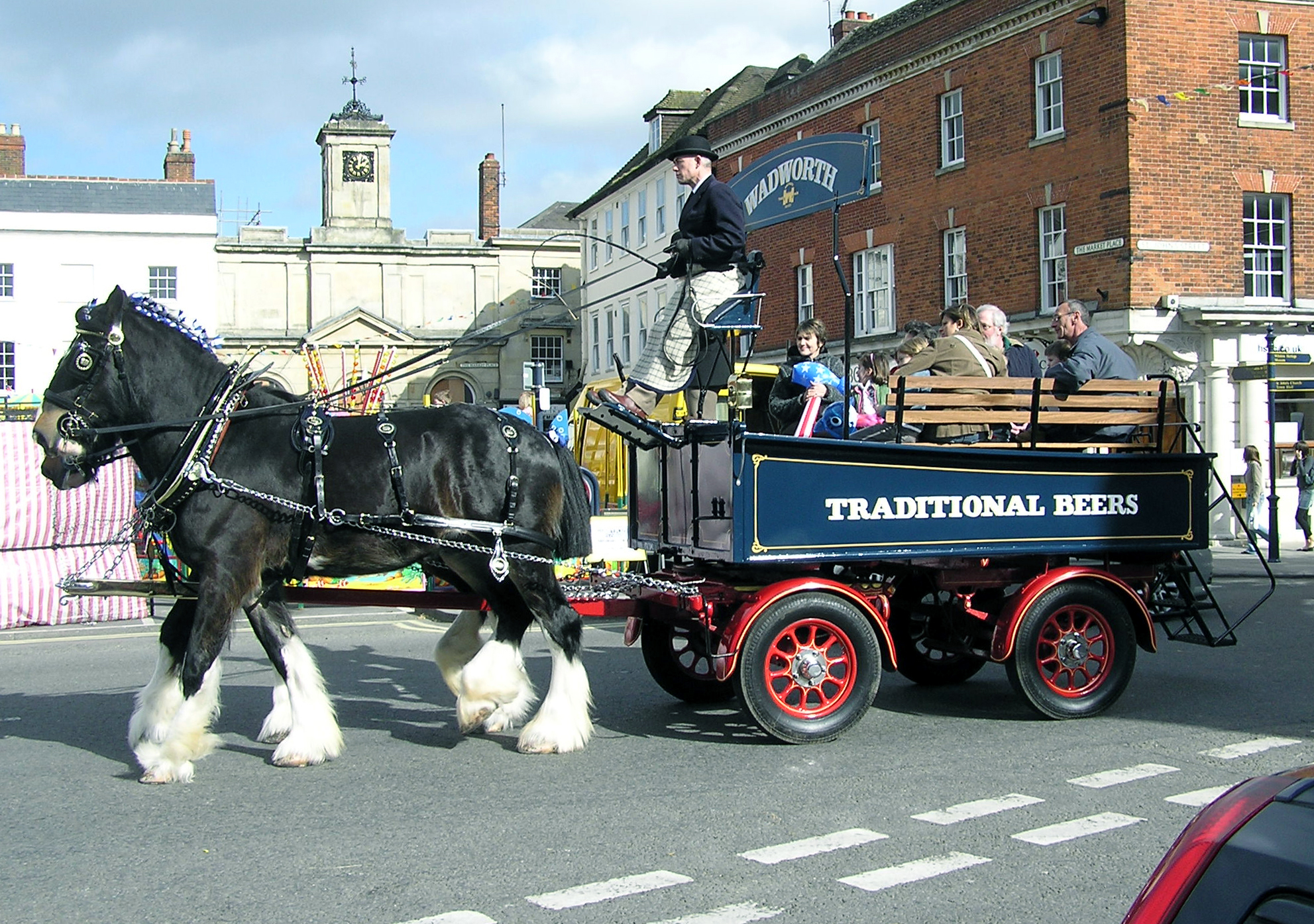
Cavalli Shire adibiti al traino di birra a fiere e parate

Il sangue frisone diede al Great Horse dei movimenti più fluidi e leggeri. Durante la prima metà dell'XVII secolo alcuni olandesi furono incaricati di bonificare la zona paludosa di Fens nell'Inghilterra orientale. Essi portarono con loro altri cavalli olandesi, tedeschi e fiamminghi. Ebbe così origine l'old english black il cui nome fu dato dall'agricoltore inglese Oliver Cromwell. Packington Blind Horse, stallone morello adibito alla monta fra il 1755 e il 1770, è riconosciuto come capostipite dello Shire.
Nel XIX secolo, il centro della razza si trovava nella regione centrale del paese, in particolare nei comitati di Lincolnshire e Cambridgeshire. Durante questo periodo, l'allevamento del cavallo Shire si organizzò e si avviò una selezione per ottenere esemplari di alta qualità. Inizialmente utilizzato principalmente nell'agricoltura e nell'industria, la sua popolarità crebbe rapidamente, espandendosi dalle regioni circostanti fino a tutta l'Inghilterra. Nel 1878, fu creato il primo registro di allevamento, contemporaneamente all'English Cart Horse Society. L'originario stallone fondatore della razza, Packington Blind Horse, nato nel 1755 e morto nel 1770, fu uno dei primi a essere registrato in questo registro. Nel 1884, la Shire Horse Society sostituì l'English Cart Horse Society e il nome "Shire" fu ufficialmente adottato.

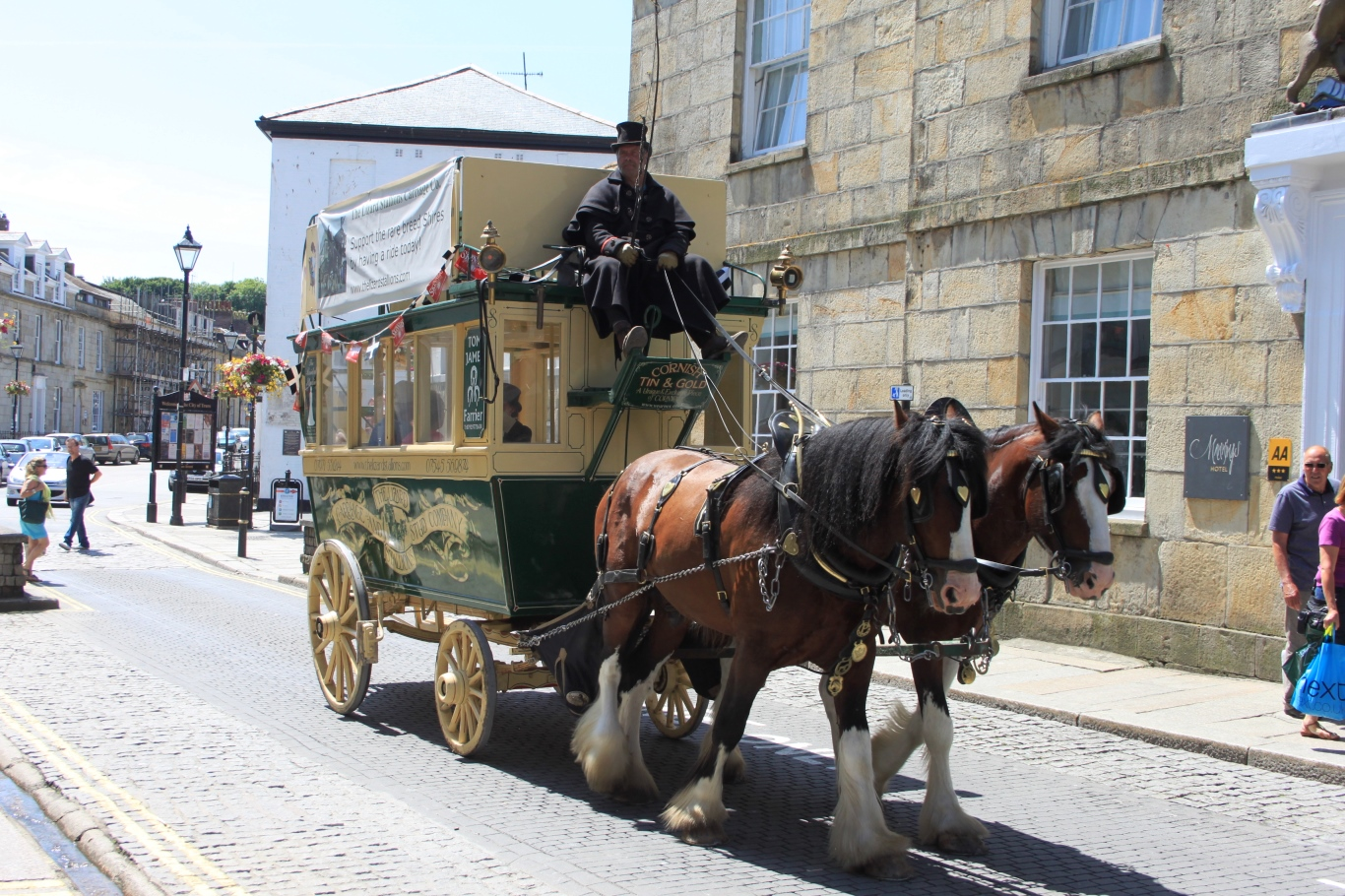
Shire che traina una carrozza

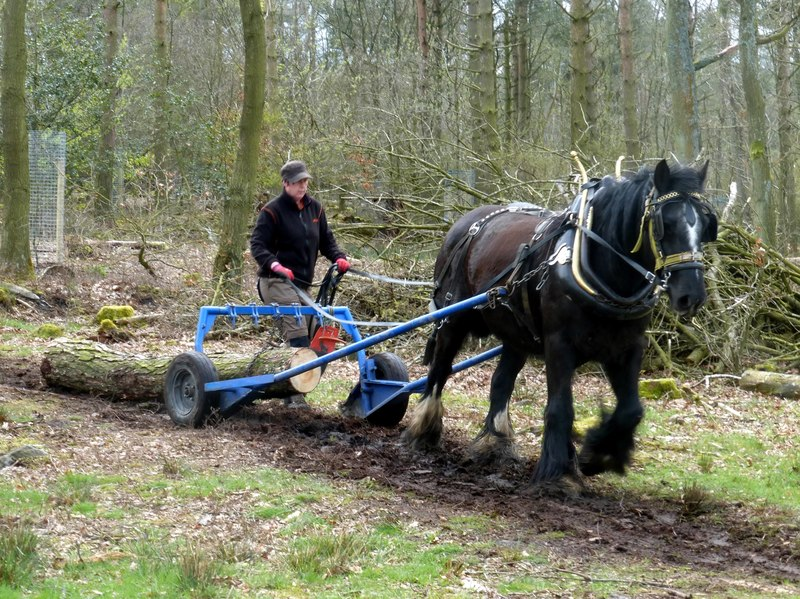
Shire cavallo da tiro

Durante il XX secolo, la razza continuò a prosperare fino agli anni '30 del secolo, con una popolazione che arrivò a circa 5.000 individui tra il 1901 e il 1914. Tuttavia, con l'avvento della motorizzazione nei trasporti, nell'agricoltura e nell'industria, la razza vide una drastica diminuzione della sua popolazione, rischiando l'estinzione. Solo grazie agli sforzi di alcuni allevatori negli anni '60, la razza venne salvata e rivalutata. Da allora, il cavallo Shire è stato esportato in altri paesi, con numerose società attive in Europa, negli Stati Uniti, in Canada e in Australia. Nel 1996, si è tenuto il primo grande congresso mondiale dedicato alla razza, nelle vicinanze di Londra.

### Shire Horse Society
Si tratta di una società che venne fondata nel 1878 in Inghilterra, in seguito all’aumento esponenziale della richiesta di cavalli da tiro durante il periodo della rivoluzione industriale britannica. La sua fondazione fu spinta fortemente dal futuro Re Edoardo VII, il quale aveva una grandissima passione per questa tipologia di animali. Inizialmente il suo nome fu  English Cart Horse Society, per poi prendere il nome attuale solo nel 1884, quando venne stabilito il nome Shire per questa razza di cavalli. All’inizio della sua storia, la società aveva come obiettivo principale quello di avviare attività educative per trasformare la gestione e il trattamento dei cavalli da lavoro. Questa società si rivelò anche fondamentale nell’attività di esportazione di pedigree della razza in tutto il mondo, specialmente in America, Australia, Germania e Russia. In seguito alla meccanizzazione però, il ruolo pratico di questi cavalli perse d’importanza e la società dovette decidere se valesse ancora la pena portare avanti tale progetto. Fortunatamente alcuni appassionati decisero di proseguire il progetto e tutt’ora, nel mese di Marzo si tiene la mostra Nazionale della società, permettendo un’efficace pubblicità per la società e per la razza, che sta ritrovando, nel corso degli anni, interesse fra i vari allevatori.

## Morfologia
Per quanto riguarda le loro dimensioni, i maschi tendono ad essere più alti delle femmine, con alcuni esemplari che superano i 190 centimetri di altezza. Il peso medio di uno Shire è di circa 850 chilogrammi.
Date le sue dimensioni enormi è considerata la razza di cavalli più grande del mondo. Il Cavallo Shire è generalmente un cavallo ben proporzionato e armoniosamente costruito, dall'aspetto elegante. Sebbene abbia una muscolatura meno sviluppata rispetto a molte altre razze di cavalli da tiro, come ad esempio il Belgio, possiede angolazioni del corpo più favorevoli per un cavallo da tiro.
La testa è proporzionalmente grande, ma lunga, con il caratteristico profilo aquilino o a punta. Possiede grandi occhi amichevoli e orecchie piuttosto lunghe e sottili. Il collo corretto ha una buona lunghezza, tendenzialmente sopra la media, ed è ben curvato, in particolare negli stalloni è alto e più muscoloso e massiccio rispetto al Clydesdale. Il collo origina da una spalla ben inclinata, che presenta una buona muscolatura ma non sovraccarica; rispetto al Clydesdale potrebbe essere a volte un po' più lungo e inclinato.
Il petto è largo e il garrese ben sviluppato si estende profondamente nella schiena, che, a causa della sua lunghezza relativamente breve e della scarsa profondità del giro vita (che va dai 180 ai 240 cm negli animali adulti), dà l'impressione di essere alto sulle gambe. La muscolatura lombare è ben sviluppata. Il posteriore leggermente inclinato e ben formato con attaccatura della coda profonda tende raramente, a causa della muscolatura glutea poco sviluppata, a presentare una coda a spacco, che è molto comune in altre razze di cavalli da tiro. La muscolatura dell'osso del sedere è forte e profonda.
Si dà grande importanza ad una buona struttura, in generale le articolazioni sono forti e asciutte, di media robustezza, in particolare quelle carpali e tarsali sono ben marcate e larghe, ma a causa della loro consistenza asciutta sembrano meno massicce. Un basso legamento è caratteristico della razza ed è apprezzato poiché aumenta l'elasticità sui percorsi lastricati. Il ciuffo del carpo è ben sviluppato, presenta delle sete e copre quasi completamente gli zoccoli. Questi sono grandi, rotondi e piuttosto piatti, inoltre hanno tacchetti e raggi ben sviluppati. Si preferisce una colorazione blu scura dell'unghia dello zoccolo, ma sono considerati accettabili anche gli zoccoli chiari a causa della grande percentuale di marchi bianchi considerati alla moda.
Il colore del mantello più comune è il marrone, in particolare il marrone scuro, seguito da purosangue. I grigi sono meno comuni, anche se il colore era presente nei primi tempi dello Shire. Talvolta si trovano anche i baio, ma non sono considerati tipici della razza, pertanto negli Stati Uniti, a differenza del Regno Unito, gli stalloni baio non sono ammessi alla riproduzione. In entrambi i paesi, i cavalli con pelo punteggiato sono esclusi dalla riproduzione.
Caratteristici degli Shire sono i distintivi marcatori sul viso e sulle zampe. Possono anche essere presenti macchie bianche nell'area dello stomaco, anche se grandi macchie bianche sul corpo non sono desiderate.

## Salute
Il temperamento del Shire è rinomato per essere eccellente, con un carattere paziente, amabile e placido, che gli ha valso il soprannome di "gentil gigante".
Per quanto riguarda la cura, i cavalli Shire richiedono una manutenzione regolare come qualsiasi altro cavallo di grossa taglia. È importante fornire loro una dieta equilibrata per mantenere la loro salute fisica data l'attività intensa a cui sono spesso sottoposti. La pulizia dei "ciuffi" di peli lunghi sulle zampe è essenziale per prevenire problemi come micosi o infiammazioni causate dal fango. Data la loro mole, le zampe possono essere soggette a patologie come la laminiti; quindi, è fondamentale una manutenzione periodica degli zoccoli effettuata da un maniscalco esperto. Vaccinazioni annuali, trattamenti antiparassitari e controlli odontoiatrici dovrebbero far parte della routine sanitaria.
La razza può essere colpita dal linfedema cronico progressivo, una malattia caratterizzata da gonfiore progressivo e fibrosi dei membri, simile al linfedema cronico nell'uomo.
A causa della loro grande massa corporea, i cavalli Shire possono essere suscettibili a problemi digestivi come la colica; pertanto, è importante monitorare la loro alimentazione e assicurarsi che abbiano sempre accesso a acqua fresca.
L'esercizio fisico regolare è un altro aspetto cruciale della cura del cavallo Shire, infatti esso necessita di movimento costante per mantenere una buona forma fisica, per prevenire l'obesità e stimolare la circolazione sanguigna. L’esercizio fisico aiuta a mantenere allenate e sane le articolazioni e i muscoli, riducendo il rischio di lesioni.
Lo Shire è un cavallo tardivo nello sviluppo. Rispetto ad altre razze equine ha bisogno di più tempo per crescere. Per proteggere l’apparato muscolo-scheletrico, dunque, non bisogna sottoporlo a lavori pesanti quando è ancora molto giovane.

## Gestione e genetica
Che si tratti di un cavallo Shire o di un cavallo islandese, per essere felici i cavalli hanno bisogno dell’interazione con altri cavalli, di molto movimento e di un posto in cui mangiare indisturbati. Considerata la stazza imponente, questo posto deve essere abbastanza grande. In modo da far sentire a proprio agio il cavallo di solito si allevano in stalle ampie e aperte, in un ambiente in grado di sopportare la sua forza ed il suo peso.
I cavalli Shire dovrebbero essere nutriti con una dieta equina standard che includa fieno, cereali, verdure e frutta (che possono aiutare con l’integrazione di minerali e vitamine) di buona qualità. Hanno semplicemente bisogno di molto più cibo e acqua rispetto al cavallo medio per mantenere un peso corporeo sano. Alcuni veterinari raccomandano una dieta ricca di grassi per prevenire la miopatia da accumulo di polisaccaridi, che può causare crampi alle zampe posteriori.
Gli allevatori di Shire pongono particolare attenzione alla conservazione della razza, includendo la prevenzione delle malattie genetiche attraverso test accurati e programmi di accoppiamento.
Esistono registri genealogici precisi per monitorare la linea di sangue e assicurare l'integrità genetica della razza. La selezione genetica dei cavalli Shire ha sempre avuto l'obiettivo di ottenere esemplari con una struttura fisica robusta, capaci di svolgere lavori gravosi. Geneticamente, il cavallo Shire possiede un patrimonio cromosomico che determina non solo le sue dimensioni e la sua forza, ma anche altri tratti distintivi quali il colore del mantello, le marcature bianche sui piedi e sulla faccia.
I lunghi crini delle zampe (feathering) sono un altro tratto distintivo rafforzato dall'allevamento selettivo.

## Primati
- Alla fiera di Wembley del 1924 Vesuvius e Umber, una coppia di Shire, trainarono un carico di 18,5 tonnellate procedendo su una superficie di granito scivoloso
- Il primato per il cavallo più alto del mondo spetta proprio ad un esemplare della razza shire. Il suo nome era Sampson, un cavallo in possesso della Canadian Shire Horse Association. Questo esemplare è nato nel 1846 a Toddington Mills nel Bedfordhire, le sue dimensioni adulte erano di 2,20 metri al garrese per un peso di 1,4 tonnellate, ovvero 1400 kg. Per queste ragioni fu soprannominato Mammoth.